# Boreophilia caseyi
Boreophilia caseyi är en skalbaggsart som beskrevs av Lohse in Lohse, Klimaszewski och Ales Smetana 1990. Boreophilia caseyi ingår i släktet Boreophilia och familjen kortvingar. Inga underarter finns listade i Catalogue of Life.